# Enrique Cadícamo
Enrique Cadícamo (ur. 15 lipca 1900 Luján, Argentyna, zm. 3 grudnia 1999 Buenos Aires) – argentyński poeta i pisarz, twórca tekstów tanga argentyńskiego. Czasami komponował muzykę tanga. Historyk tanga, opisał historię tanga w Paryżu.
Pisał m.in. pod pseudonimem Rosendo Luna. Od 1924 roku pisał piosenki tanga. Dwadzieścia trzy z nich był nagrane przez Carlosa Gardela. Pierwszym tangiem Cadícamo było "Pompas de jabón" (pol. Bańki mydlane) z muzyką Roberto Goyheneche. Piosenka była nagrana przez Gardela w Hiszpanii 27 grudnia 1925 roku. Enrique Cadícamo był także autorem ostatniego tanga jakie Gardel nagrał w Argentynie w 1933 roku.
Opublikował tomy poezji oraz książki o tangu i swoje wspomnienia. Niektóre jego tanga były niezwykle popularne i tłumaczone na wiele języków, np. Nostalgia była wydana w USA i Anglii jako Lost Love i jest przetłumaczona na język grecki. Pierwsze nagranie Nostalgii jest dziełem Emila Colemana, następnie wykonywali ją m.in. Xavier Cugat oraz Plácido Domingo; muzykę napisał Juan Carlos Cobian. Cadícamo grał na pianinie i czasami komponował własną muzykę. W Compadron (Bandyta) opisuje typowy charakter z obrzeża Buenos Aires, a w Che papusa oi (Słuchaj mnie, śliczna) typową kobietę, jaką można było spotkać w nocnych klubach Buenos Aires; w Ancalo en Paris (Złapani w Paryżu) opisuje Argentyńczyków, którym nie powiodło się na scenie tanga w Paryżu.